# مثلجات الفراولة

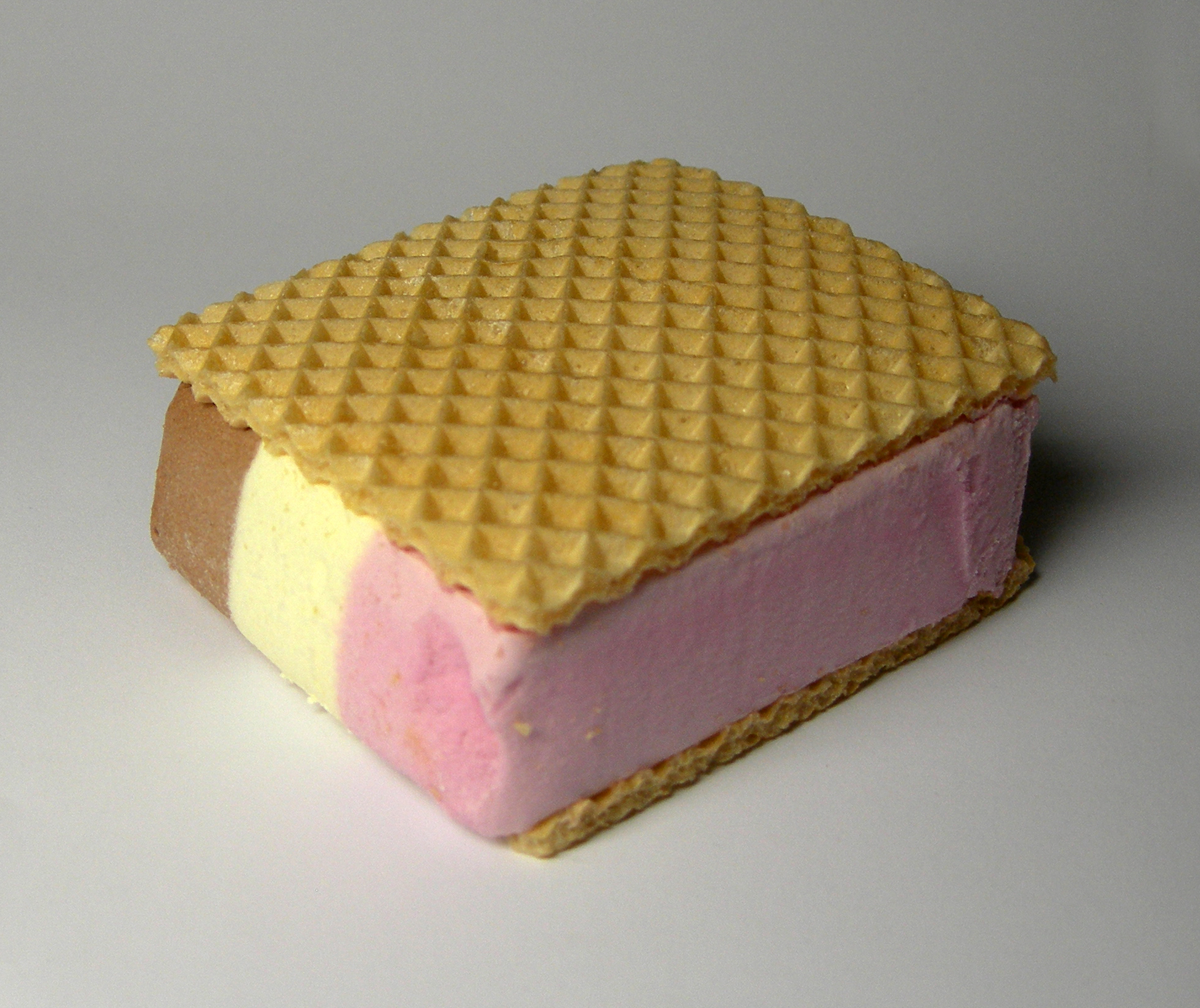
شطيرة مثلجات نابولي

مثلجات الفراولة هي نكهة مثلجات مصنوعة من نكهة الفراولة. يتم تصنيعها عن طريق مزج الفراولة الطازجة أو نكهة الفراولة مع البيض والكريمة والفانيليا والسكر المستخدم في صنع المثلجات. معظم مثلجات الفراولة باللون الوردي أو الأحمر الفاتح. يرجع تاريخ مثلجات الفراولة إلى عام 1813 على الأقل، عندما تم تقديمه في حفل افتتاح جيمس ماديسون الثاني. جنبا إلى جنب مع مثلجات الفانيليا والشوكولاتة، والفراولة هي واحدة من النكهات الثلاث في مثلجات نابولي. تتضمن أشكال المثلجات بالفراولة مثلجات بالكريمة.